# Джералд Тейт
Джералд Тейт (англ. Gerald Tait, 7 листопада 1866 — 19 грудня 1938) — британський яхтсмен.
Олімпійський чемпіон 1908 року в класі 12 метрів.